# Stadsberget (naturreservat)
Stadsberget är ett naturreservat i Hedemora kommun i Dalarnas län.
Området är naturskyddat sedan 1972 och är 49 hektar stort. Reservatet omfattar en drygt ett kilometer långt parti av Badelundaåsen där sluttningarna är branta och består av en blandskog med tall, gran och björk. 